# Chloeres glareosa
Chloeres glareosa là một loài bướm đêm trong họ Geometridae.